# Ericeia brunnescens
Ericeia brunnescens là một loài bướm đêm trong họ Erebidae.